# Rebecca Meder
Rebecca Meder, née le 31 juillet 2002 au Cap, est une nageuse sud-africaine.

## Carrière
Rebecca Meder obtient quatre médailles aux Championnats d'Afrique de natation 2016 à Bloemfontein, avec trois médailles d'or sur 200 et 400 mètres quatre nages ainsi que sur le relais 4 × 200 mètres nage libre et une médaille d'argent sur 200 mètres nage libre,,.
Elle est éliminée en séries du 200 mètres quatre nages aux Jeux olympiques de 2020 à Tokyo ; elle fait aussi partie du relais sud-africain éliminée en séries du 4 × 200 mètres nage libre malgré avoir battu le record d'Afrique de la discipline en 8 min 1 s 56.
Elle remporte aux Championnats d'Afrique de natation 2021 à Accra la médaille d'or sur 100 et 200 mètres nage libre, sur 100 et 200 mètres dos, sur 200 et 400 mètres quatre nages, sur 4 × 100 mètres nage libre, sur 4 × 200 mètres nage libre, sur 4 × 100 mètres quatre nages, sur 4 × 100 mètres quatre nages mixte et sur 4 × 100 mètres nage libre mixte.